# Sportia
Sportia (anteriormente llamado TyC Sports Noticias) fue un noticiero deportivo argentino que realizaba una cobertura diaria del ámbito local, transmitido por la señal de cable TyC Sports, con un enfoque argentino de la realidad deportiva.
Este noticiero emitía tres ediciones diarias de lunes a viernes (8:00 a.m. a 12:00 p. m., 5:00 p. m. a 7:00 p. m. y 10:00 p. m. a 12:00 a.m.), dos los sábados (8:00 a.m. a 12:00 p. m. y 5:00 p. m. a 7:00 p. m.) y una edición los domingos (10:00 p. m. a 11:00 p. m.), además de notas rápidas con las últimas novedades. Sportia contaba con columnas especializadas de cada deporte escritas por especialistas y corresponsales del noticiero.
Además, sumaba el conocimiento de varios periodistas especializados en los clubes más importantes de Primera División del fútbol argentino, entre los que destacaron: Leandro "Tato" Aguilera, Juan Cortese, Antonio Arrighi, Esteban Edul, Mariano Antico, Mariano Luis Larre, Pato Burlone y Juan Pablo Marrón. También realizan coberturas de la Selección Argentina de Fútbol, a cargo de Victor Tujschinaider y Martín Arévalo.

## Historia
Empezó en 1994 como TyC Noticias, después en 2005 como TyC Sports Noticias y más tarde, en 2008, como Sportia, llevando al público un conocimiento 100% deportivo. Se emitía desde el mirador de Canal 13 y TN.

## Periodistas y Conductores

### Conducción
- Cristian Garófalo
- Hugo de Cucco
- Alejandro Fabbri
- Juan Martín Rinaldi
- María José Lezcano
- Bárbara Vitantonio
- Guido Bercovich
- Agustín Fantasía
- Germán Giani
- José Montesano
- Fernando Lavecchia
- Pablo Lamédica

### Cronistas
- Tato Aguilera
- Juan Cortese
- Germán Alcain
- Esteban Edul

## Nombres de noticieros anteriores
| Noticieros          | Año       |
| ------------------- | --------- |
| TyC Noticias        | 1994-2005 |
| TyC Sports Noticias | 2005-2007 |
| Sportia             | 2008-2021 |